# Vale do Duvra

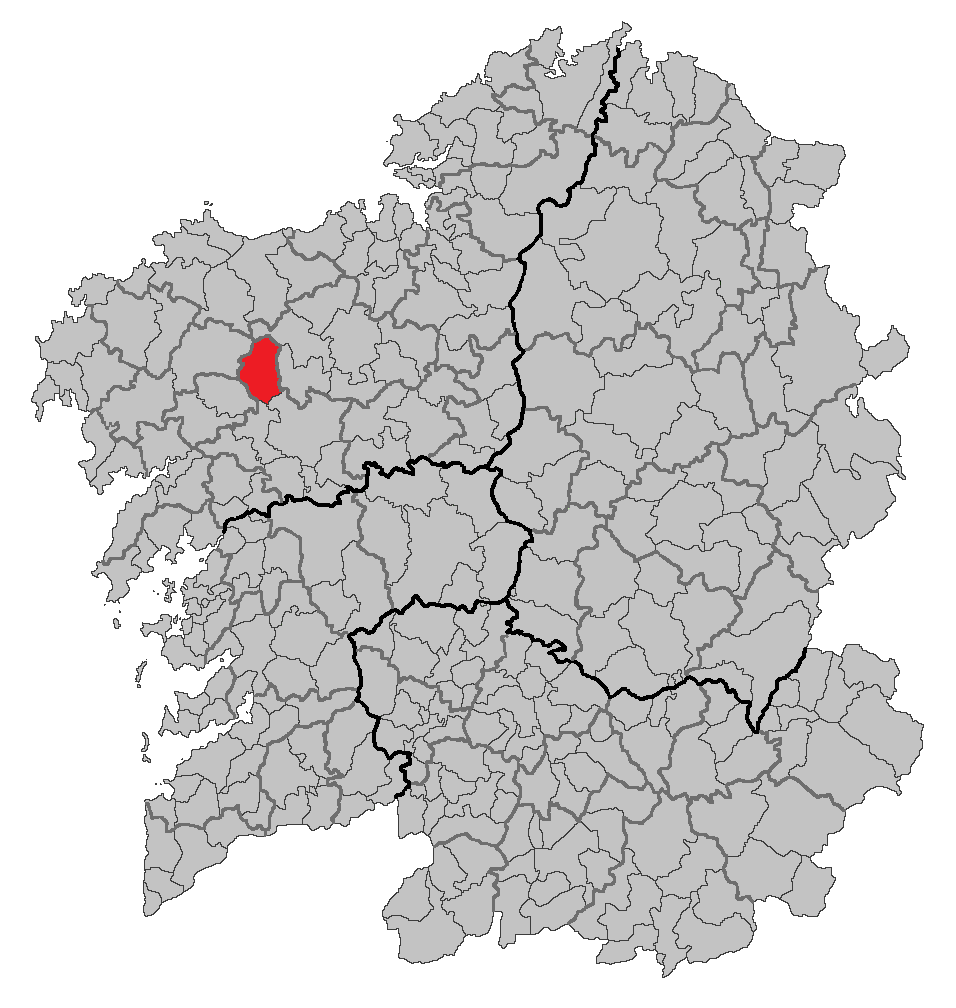
Localização de Vale do Duvra

Vale do Duvra (Val do Dubra; em espanhol, Valle del Dubra) é um município da Espanha na província
da Corunha,
comunidade autónoma da Galiza, de área 109,02 km² com população de 4515 habitantes (2007) e densidade populacional de 42,58 hab/km².

## Demografia
| Variação demográfica do município entre 1991 e 2004 | Variação demográfica do município entre 1991 e 2004 | Variação demográfica do município entre 1991 e 2004 | Variação demográfica do município entre 1991 e 2004 |
| --------------------------------------------------- | --------------------------------------------------- | --------------------------------------------------- | --------------------------------------------------- |
| 1991                                                | 1996                                                | 2001                                                | 2004                                                |
| 5351                                                | 5174                                                | 4765                                                | 4642                                                |